# Baker Creed Russell

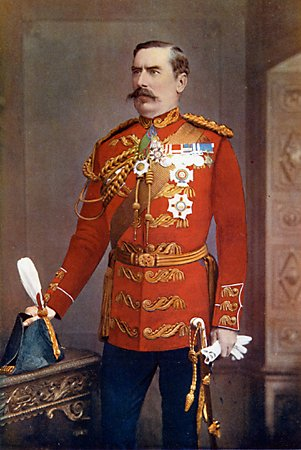
Russell aus Celebrities of the Army, London 1900

Sir Baker Creed Russell (* 7. Dezember 1837 in Maitland, New South Wales, Australien; † 25. November 1911 in Folkestone, Kent) war ein britischer General. Er kämpfte in verschiedenen britischen Kolonialkriegen, u. a. in Indien, an der Goldküste, in Südafrika und Ägypten.

## Leben
Er trat 1855 als Cornet der 6th Dragoon Guards (Carabiniers) in die British Army ein. 1856 zum Lieutenant befördert war er 1857 beim Ausbruch des indischen Sepoy-Aufstandes in Meerut stationiert, wo der Aufstand sein Zentrum hatte. Er nahm daraufhin mit verschiedenen Kavallerieregimentern an der Niederschlagung des Aufstandes teil und wurde 1859 zum Captain und 1865 zum Brevet-Major befördert.
1873–1874 nahm Russell an der Goldküste am Aschanti-Krieg, unter Garnet Joseph Wolseley, teil. Er gehörte zu den 35 Offizieren, die Wolseley für diesen Einsatz ausgewählt hatte und die später den sogenannten Ashanti-Ring bildeten. Die Gruppe erlangte durch gegenseitige Unterstützung einen bedeutenden Einfluss auf die viktorianische British Army und übernahm bis zum Ende des Jahrhunderts die führenden Positionen.
1878 wurde er zum Major befördert und 1879 nach Südafrika (Kolonie Natal) kommandiert, um im Zulukrieg zu kämpfen. Er kommandierte im Anschluss Truppen im Krieg gegen Häuptling Sekhukhune. 1880 wurde er zum Lieutenant-Colonel befördert.
Während des Anglo-Ägyptischen Krieges zur Niederschlagung des Urabi-Aufstandes in Ägypten (1882) kommandierte er, wieder unter Wolseley, die 1. Kavallerie-Brigade. In dieser Position nahm er an der Schlacht von Tel-el-Kebir teil.
1886 wurde Russell Inspekteur der leichten Kavallerie. Am 1. April 1889 wurde er zum Major-General befördert. Von 1890 bis 1894 kommandierte er die Kavallerie-Brigade in Aldershot. Am 20. Januar 1894 wurde er Colonel of the Regiment der 13th Hussars.
Ab 1895 diente er in Indien, zuerst an der North West Frontier und später in Bengalen. 1897 wurde er zum Lieutenant-General befördert.
Ab 1898 kommandierte er den britischen Southern District, mit Hauptquartier in Portsmouth. Am 19. Dezember 1903 wurde er zum General befördert.

## Orden und Ehrenzeichen
- Knight Commander des Order of St. Michael and St. George (1880)
- Knight Commander des Order of the Bath (1882)
- Knight Grand Cross des Order of the Bath (1900)[1]